# 水佳胤
水佳胤（？—？），字啓明，號向若，浙江寧波府鄞縣人，明朝政治人物。

## 生平
萬曆四十三年（1615年），水佳胤舉乙卯科浙江鄉試，天啟二年（1622年）登壬戌科進士，授大理寺評事。奉命催征金花稅至南京，見百姓困苦，多次上奏請求緩徵，因此被罰俸降職。崇禎帝即位後，因審案公正平反冤獄，受命編纂《棘寺詳刑》一書，完成後，改授監察御史。
水佳胤為諫官，先後彈劾罷免兵部尚書梁廷棟及通州總兵楊國棟，並七次上疏揭露不法弊政，震動朝野。不久，左遷行人司副，轉禮部任職，後升任湖廣參議，提督學政。再調任建寧兵備道，平定白蓮教及崇安、鉛山等地叛亂。後改任羅定兵備，當時七山、西山、留洞等地動亂，均被其討平。
此後，他兼管鹽法、兵備諸司及惠潮等府事務，在嶺南一帶身兼多職，政務高效，盜賊平息。因朝廷黨爭不公，仕途險惡，遂以年老多病辭官歸鄉。
歸鄉後自營墓地，見前方有孤墳，旁人建議遷走，他笑答：「我日後長眠於此，留它作鄰居，有何不可？」又曾遇僑居曉山時被鄰居侵占土地，對方願以祖墳賠償，他正色拒絕：「你行為不端，卻要牽連祖宗，難道我也要效仿你，去搶占前人之墓嗎？」遂不再追究。
著有詩文集，文風老練典雅。